# Centrum Sportowo-Rekreacyjne Piękna Góra w Gołdapi
Centrum Sportowo-Rekreacyjne Zajazd „Piękna Góra” – Rudziewicz – ośrodek narciarski położony na wschodnich zboczach Pięknej Góry (zwanej także Górą Gołdapską) (272 m n.p.m.) we Wzgórzach Szeskich na terenie powiatu gołdapskiego w gminie Gołdap. Jest to jeden z dwóch ośrodków narciarskich w północnej Polsce z wyciągiem krzesełkowym (drugi to stok narciarski GołębiewSKI w Mikołajkach).

## Wyciągi
W skład kompleksu wchodzą:
- (A) 2-osobowy wyciąg krzesełkowy o długości 750 m i przewyższeniu 80 m oraz przepustowości 1000 osób na godzinę (80 krzesełek)
- (B) wyciąg talerzykowy o długości 300 m i przewyższeniu 50 m oraz przepustowości 600 osób na godzinę
- (C) wyciąg talerzykowy o długości 550 m i przewyższeniu 60 m oraz przepustowości 600 osób na godzinę
- (D) wyrwirączka, zwana tu „wyciągiem niskiego prowadzenia” przy trasie zjazdowej o długości 200 m
- (E) wyciąg niskiego prowadzenia przy trasie zjazdowej o długości 200 m (przy Zajeździe pod Piękną Górą).

## Trasy
| Nazwa trasy | Trudność  | Start                                | Start                 | Meta                                 | Meta                  | Dłu- gość (m) | Prze- wyż- sze- nie (m) | Na- chy- le- nie (%) | Oś- wie- tle- nie | Sztucz- ne naśnie- żanie | Homologacja FIS | Homologacja FIS | Uwagi                                          |
| Nazwa trasy | Trudność  | nazwa                                | wyso- kość (m n.p.m.) | nazwa                                | wyso- kość (m n.p.m.) | Dłu- gość (m) | Prze- wyż- sze- nie (m) | Na- chy- le- nie (%) | Oś- wie- tle- nie | Sztucz- ne naśnie- żanie | numer           | ważna do        | Uwagi                                          |
| ----------- | --------- | ------------------------------------ | --------------------- | ------------------------------------ | --------------------- | ------------- | ----------------------- | -------------------- | ----------------- | ------------------------ | --------------- | --------------- | ---------------------------------------------- |
| 1           | niebieska | górna stacja wyciągu krzesełkowego   | 272                   | dolna stacja wyciągu krzesełkowego   | 192                   | 750           | 80                      | 11                   | tak               | tak                      |                 |                 | wzdłuż (A)                                     |
| 2           | czerwona  | górna stacja wyciągu talerzykowego B | 252                   | dolna stacja wyciągu talerzykowego B | ok. 202               | 300           | 50                      | 17                   | tak               | tak                      |                 |                 | wzdłuż (B)                                     |
| 3           | niebieska | górna stacja wyciągu talerzykowego C | ok. 252               | dolna stacja wyciągu talerzykowego C | ok. 192               | 650           | 60                      | 9                    | tak               | tak                      |                 |                 | wzdłuż (C)                                     |
| 4           | zielona   | między B i C                         |                       |                                      |                       | 200           |                         |                      | tak               | tak                      |                 |                 |                                                |
| 5           | zielona   | w pobliżu zajazdu                    |                       |                                      |                       | 200           |                         |                      | tak               | tak                      |                 |                 |                                                |
| 6           | niebieska | w pobliżu zajazdu                    |                       |                                      |                       | 1250          |                         |                      | nie               | nie                      |                 |                 | czynna tylko przy dobrych warunkach śniegowych |

Trasy (poza 6) są sztucznie naśnieżane, ratrakowane i oświetlone.
Stacja jest członkiem Stowarzyszenia Polskie stacje narciarskie i turystyczne.

## Pozostała infrastruktura
Do dyspozycji narciarzy są:
- przy dobrych warunkach śniegowych funkcjonuje tor saneczkowy o długości 1250 m
- snowpark przy trasie 3
- wypożyczalnia sprzętu
- serwis narciarski
- 2 bezpłatne parkingi na 200 miejsc
- zajazd „Piękna Góra” (64 miejsca noclegowe)
- restauracja na szczycie Pięknej Góry.

W pobliżu – „Bezkrwawe Safari” – gospodarstwo ekologiczne rodziny Rudziewiczów.

## Historia
Pierwsze zjazdowe zawody narciarskie na Pięknej Górze odbywały się w latach pięćdziesiątych XX wieku. Wtedy też istniała tu prowizoryczna skocznia narciarska zbudowana ponoć przez żołnierzy.
W 1964 roku na Pięknej Górze oddano do użytku drewnianą skocznię narciarską zaprojektowaną przez inż. Jerzego Muniaka, odpowiedzialnego za wiele profili polskich skoczni. Inicjatorami byli lokalni działacze sportowi (m.in. Lech Iwanowski). Skocznia miała punkt K 37 m i wielokrotnie (ostatni raz w roku 1976) w kolejnych latach gościła Puchar Nizin. Rekord obiektu ustanowił w 1964 roku Wojciech Zabawa z Warszawy (41,5 m). Obiekt przestał być używany w roku 1988. W późniejszym czasie kilkakrotnie rozpatrywano możliwą przebudowę skoczni, jednak dotychczas do niej nie doszło.
Spółka Centrum Sportowo-Rekreacyjne Piękna Góra w Gołdapi SA została zarejestrowana w KRS w grudniu 2001 roku. Jej większościowym akcjonariuszem był skarb państwa, pozostałe akcje należały do gminy Gołdap i dwóch osób fizycznych (ci ostatni – ok. 1%). Ośrodek został oddany do użytku w 2004 roku. Teren ośrodka był częściowo dzierżawiony od rodziny Mirosława Rudziewicza. Plany sprzedaży ośrodka Gliwickiej Agencji Turystycznej w kolejnych latach zostały zablokowane przez władze centralne. W grudniu 2008 roku została ogłoszona upadłość spółki, a postępowanie upadłościowe zostało zakończone w maju 2010 roku. Syndyk Michał Rubczewski w maju 2009 roku wystawił ośrodek na sprzedaż z ceną wywoławczą 2,6 mln zł. W skład masy upadłości weszły m.in. niecałe 2 ha gruntu, zajazd na 70 miejsc noclegowych oraz infrastruktura narciarska (wyciąg krzesełkowy i wyciągi orczykowe oraz tor saneczkowy).
Wyciąg krzesełkowy, uruchomiony wkrótce po 2000 roku, przez kilka sezonów był nieczynny. W stacji działały tylko wyciągi talerzykowe.
Ośrodek ostatecznie kupiła (i pozostały teren wydzierżawiła) w maju 2009 roku za około 1 miliona złotych (albo za około 4 mln zł) rodzina Mirosława Rudziewicza (który zmarł w lutym 2012 roku), która rozwija tutaj znaczący ośrodek turystyczno-rekreacyjny. W gospodarstwie Rodziewiczów (tzw. „Bezkrwawe Safari”) żyje m.in.: „1000 matek danieli, 500 matek jeleni europejskich, 50 matek jeleni mandżurskich, marale (pierwsze w Europie gniazdo jelenia marala), jaki, muflony, dzikie konie Przewalskiego, tarpany, dziki i świniodziki”.
Wyciąg krzesełkowy ponownie ruszył w styczniu 2011 roku.